# Dendrobium halmaheirense
Dendrobium halmaheirense är en orkidéart som beskrevs av Johannes Jacobus Smith. Dendrobium halmaheirense ingår i släktet Dendrobium, och familjen orkidéer.
Artens utbredningsområde är Moluckerna. Inga underarter finns listade i Catalogue of Life.